# Bovino (Italia)
Bovino è un comune italiano di 2 902 abitanti della provincia di Foggia in Puglia.

## Geografia fisica
Il territorio comunale, situato tra i monti della Daunia e la valle del Cervaro, è in gran parte collinare e presenta circa 3000 ha di bosco e numerose sorgenti d'acqua.

## Storia
Il nome "Bovino" deriva dal latino Vibinum, un centro osco-sannitico già sotto il dominio di Roma quando vi si accampò Annibale, nel 217 a.C., prima della battaglia di Canne.
«Egli entrò dai dintorni di Arpi nel territorio degli Irpini ... devastando il territorio di Beneventum, la colonia latina all'interno del loro territorio...»
Centro fortificato nell'alto Medioevo, nel 969 fu assediato dal longobardo Pandolfo Testadiferro che lo strappò, così, ai Bizantini con l'aiuto di Ottone I di Sassonia, riportandolo alla sovranità del Ducato di Benevento. Sede vescovile dal 971, fa parte oggi dell'arcidiocesi di Foggia-Bovino. A partire dal XIII secolo la città fu devota alla Vergine, Nostra Signora di Valleverde, apparsa nel 1265 al giovane legnaiolo Niccolò, e in suo onore fu costruito un santuario. Durante il brigantaggio risorgimentale Bovino fu occupata dalle bande di Carmine Crocco di Rionero in Vulture, con il supporto del suo luogotenente Giuseppe Schiavone di Sant'Agata di Puglia.

### Simboli
Lo stemma e il gonfalone del comune di Bovino sono stati concessi con decreto del presidente della Repubblica del 22 settembre 2014.
Il gonfalone è un drappo troncato di verde e di azzurro.

## Monumenti e luoghi d'interesse

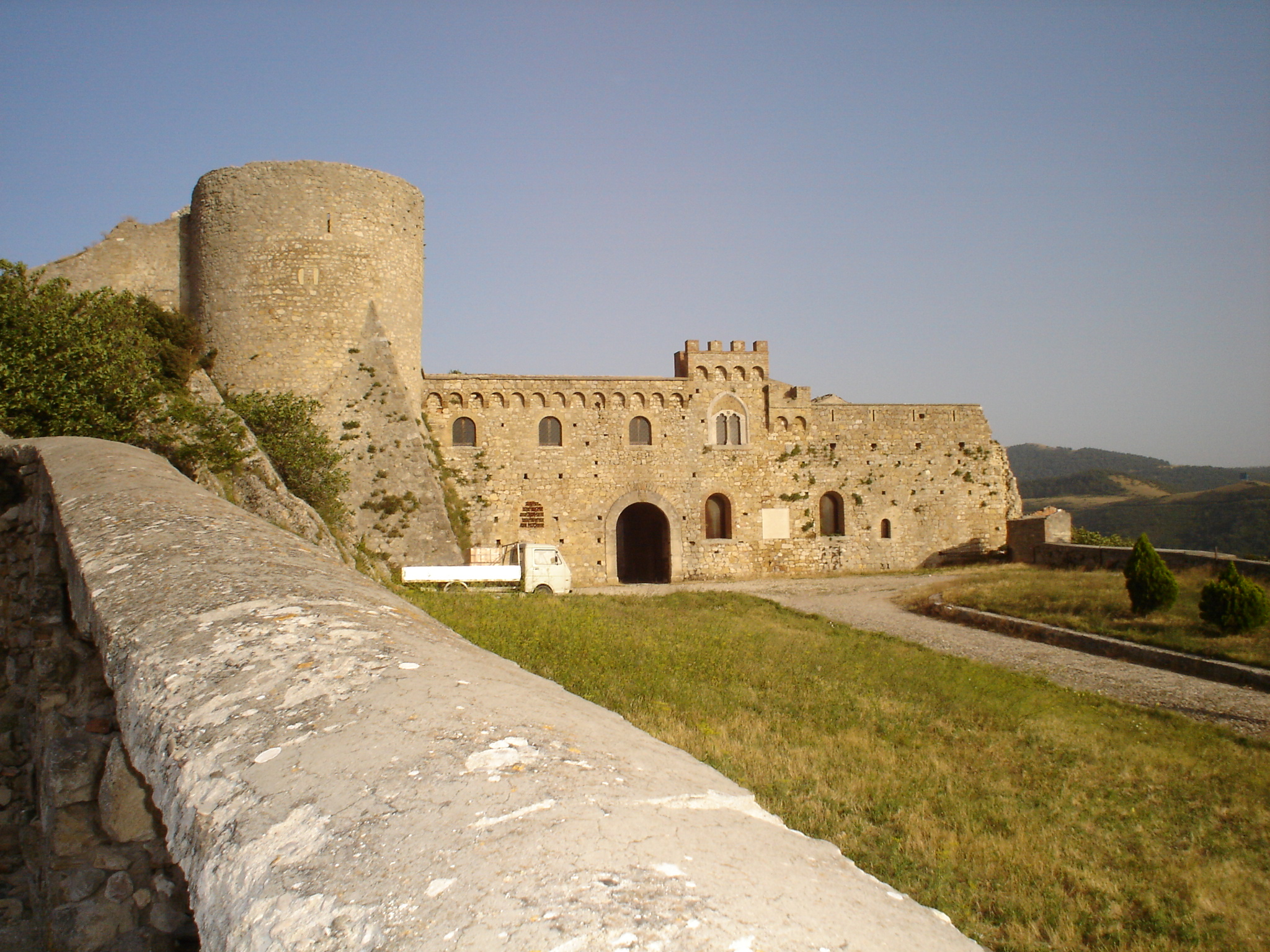
Veduta del castello

Il castello ducale, esistente fin dall'epoca normanna, nel corso del Seicento fu poi trasformato in palazzo dai duchi Guevara. Vi ha sede il museo diocesano.
Il duomo di Bovino, eretto nel X secolo in stile bizantino, fu profondamente rimaneggiato nella seconda metà dell'XI secolo quando assunse sembianze romaniche. Ricostruito nel XIV secolo, venne restaurato nel 1935. All'interno si rilevano il sepolcro del vescovo Giustiniani risalente al 1608, un coro barocco dei primi del Settecento e un pregevole dipinto attribuito a M. Preti intitolato San Sebastiano.
Le cantine Cerrato sono un monumento archeologico sotterraneo di Bovino e consistono in due ambienti appartenenti a una cisterna di epoca romana. Allo stesso periodo risalgono inoltre un tratto di opus reticulatum lungo le mura cittadine, i resti di un acquedotto romano alla località Nocelleto nonché una villa romana in località Casalene.
Il santuario di Valleverde, situato lungo la strada provinciale che conduce al centro abitato, fu fondato nel 1266 a seguito di un'apparizione mariana. Eretto a protezione dell'allora diocesi di Bovino, l'edificio religioso conserva una statua lignea della Madonna del XIII secolo. Adiacente al santuario in tempi lontani vi era un cenobio, attestato fin dal 1278.
Il Museo Civico "Gaetano Nicastro", ospitato nell'ex convento di Sant'Antonio, conserva reperti antichi rinvenuti nel territorio circostante. Tra questi, le steli antropomorfe provenienti dalla località Sterparo Nuovo (II millennio a.C.), ceramiche, lucerne e altri monili in terracotta del sito archeologico di Vibinum, e una raccolta di epigrafi latine.

## Società

### Evoluzione demografica
Abitanti censiti

### Lingue e dialetti
Il dialetto bovinese rientra nel gruppo dauno-irpino, presentando caratteri di transizione verso i dialetti irpini parlati nell'estremo entroterra della Campania.

## Economia

### Turismo
Il comune è associato al club I borghi più belli d'Italia promosso dall'Associazione Nazionale Comuni Italiani. Dal dicembre 2013 si fregia della Bandiera arancione, riconoscimento di qualità elargito dal Touring Club Italiano.

## Infrastrutture e trasporti

### Strade
Il territorio comunale è attraversato dalla strada statale 90 delle Puglie che da Foggia conduce verso Ariano Irpino.
La strada regionale 1 collega inoltre Bovino al casello autostradale più vicino, quello di Candela, permettendo così di intercettare l'A16 Napoli-Bari.
Un'altra arteria importante è l'ex-strada statale 161 di Ortanova, che si immette sulla strada statale 90 proprio all'altezza di Bovino.

### Ferrovie
La stazione di Bovino-Deliceto, situata nella valle del Cervaro a circa 5 km dal centro abitato di Bovino, è posta lungo la tratta ferroviaria che collega Foggia con Benevento. Dal 2010 la stazione non è servita da collegamenti ferroviari.

## Amministrazione
Bovino era sede della Comunità montana dei Monti Dauni Meridionali, soppressa nel 2010.
Di seguito è presentata una tabella relativa alle amministrazioni che si sono succedute in questo comune.
| Periodo          | Periodo           | Primo cittadino           | Partito                              | Carica      | Note   |
| ---------------- | ----------------- | ------------------------- | ------------------------------------ | ----------- | ------ |
| 28 novembre 1986 | 26 giugno 1990    | Giovanni Nicastro         | Democrazia Cristiana                 | Sindaco     | [ 18 ] |
| 26 giugno 1990   | 11 settembre 1992 | Michelarcangelo Marseglia | Democrazia Cristiana                 | Sindaco     | [ 18 ] |
| 4 novembre 1992  | 22 gennaio 1993   | Rosaria Lombardi          | Democrazia Cristiana                 | Sindaco     | [ 18 ] |
| 22 marzo 1993    | 24 settembre 1993 | Gianfranco Marzocco       | Partito Liberale Italiano            | Sindaco     | [ 18 ] |
| 22 novembre 1993 | 8 luglio 1994     | Giovanni Nicastro         | Democrazia Cristiana                 | Sindaco     | [ 18 ] |
| 3 settembre 1994 | 24 aprile 1995    | Alberto Casoria           | Democrazia Cristiana                 | Sindaco     | [ 18 ] |
| 24 aprile 1995   | 14 giugno 1999    | Leonardo Lombardi         | Partito della Rifondazione Comunista | Sindaco     | [ 18 ] |
| 14 giugno 1999   | 14 giugno 2004    | Leonardo Lombardi         | lista civica                         | Sindaco     | [ 18 ] |
| 14 giugno 2004   | 2 aprile 2007     | Michele Antonio Zannella  | lista civica                         | Sindaco     | [ 18 ] |
| 2 aprile 2007    | 21 maggio 2007    | Nicolina Miscia           |                                      | Comm. pref. | [ 18 ] |
| 15 aprile 2008   | 28 maggio 2013    | Michele Dedda             | lista civica                         | Sindaco     | [ 18 ] |
| 28 maggio 2013   | 11 giugno 2018    | Michele Dedda             | lista civica Tutti per Bovino        | Sindaco     |        |
| 10 giugno 2018   | 15 maggio 2023    | Vincenzo Nunno            | lista civica Tutti per Bovino        | Sindaco     | [ 18 ] |
| 15 maggio 2023   | in carica         | Stefania Russo            | lista civica Bovino futura           | Sindaco     | [ 18 ] |

### Gemellaggi
- Montemurlo
- Recale